# Selfixhe Ciu
Selfixhe Ciu (căsătorită ca Selfixhe Broja, pseudonim  Kolombja, n. 31 martie 1918, Gjirokastra, Regiunea Gjirokastër, Albania – d. 22 august 2003, Tirana, Albania) a fost scriitoare albaneză. A fost prima scriitoare albaneză care a publicat vreodată literatură în Albania. La 28 noiembrie 1935, când avea 17 ani, Selfixhe Ciu a publicat, sub pseudonimul Kolombja, o poezie în ziarul Populli. Selfixhe Ciu face parte din generația scriitorii albanezi ai anilor 1930.

## Biografie
Născută în Gjirokastra în 1918, Ciu a fost prietenă cu Musine Kokalari, prima femeie albaneză care a publicat un roman. A studiat la Florența, în Italia, când a avut loc invazia italiană în Albania, în 1939. Apoi s-a întors în Albania cu soțul ei, Xhemal Broja, și au deschis împreună un magazin de cărți la Shkodër. A intrat în rândurile Partidului Comunist din Albania, alături de Drita Kosturi și Nexhmije Hoxha și a fost unul dintre organizatorii unei demonstrații antifasciste ilegale din 22 februarie 1942. Pentru aceasta a fost arestată și condamnată la moarte, dar mai târziu eliberată. După cel de-al doilea război mondial, în 1947, Selfixhe Ciu a fost închisă, apoi exilată de regimul comunist din Albania. Soțul său, Xhemal Broja, a urmat-o în exilul ei. În 1998, Selfixhe Ciu și-a publicat amintirile, precum și poezia și alte publicații, într-o carte intitulată Tallazet e jetes (cu sensul de Aripile vieții). A murit în 2003.

## Vezi și
- Jolanda Kodra
- Listă de scriitori albanezi